# تونی باربیری
تونی باربیری (انگلیسی: Tony Barbieri؛ زادهٔ ۲۶ اوت ۱۹۶۳) یک فیلم‌نامه‌نویس اهل ایالات متحده آمریکا است. وی از سال ۱۹۸۸ میلادی تاکنون مشغول فعالیت بوده‌است.
از فیلم‌ها یا برنامه‌های تلویزیونی که وی در آن نقش داشته است می‌توان به یانکی‌های کرنک اشاره کرد.